# I’m Into You
I’m Into You – piosenka dance-popowa stworzona na siódmy album studyjny amerykańskiej piosenkarki Jennifer Lopez pt. Love? (2011). Wyprodukowany przez StarGate’a oraz nagrany z gościnnym udziałem rapera Lila Wayne’a, utwór został wydany jako trzeci singiel promujący krążek 1 kwietnia 2011.

## Listy utworów i formaty singla
Digital download (US & Canada)
1. „I’m Into You” (featuring Lil Wayne) – 3:20

Digital download (International markets)
1. „I’m Into You” (featuring Lil Wayne) – 3:54

US/AUS Digital Remix EP
1. „I’m Into You” (Dave Audé Radio) – 3:54
2. „I’m Into You” (Low Sunday I’m Into You Radio) – 4:07
3. „I’m Into You” (Gregor Salto Hype Radio) – 3:20
4. „I’m Into You” (Dave Audé Club) – 7:01
5. „I’m Into You” (Low Sunday I’m Into You Club) – 6:25
6. „I’m Into You” (Gregor Salto Hype Club) – 5:10
7. „I’m Into You” (Dave Audé Dub) – 7:08
8. „I’m Into You” (Low Sunday I’m Into You Dub) – 6:25
9. „I’m Into You” (Gregor Salto Hype Dub) – 5:12